# Llengües witoto
La família de llengües witoto (witoto, huitotoano, witotó) està formada per 7 llengües de les quals 4 estan mortes, parlant-se en Colòmbia, Perú i Brasil. La seva relació és discutida sent posada per uns juntament amb les llengües bora formant un conjunt denominat bora-witoto, uns altres la situen amb l'andoke i altres la insereixen dins de la macro-carib juntament amb la bora.

## Llengües de la família
La família witoto està formada per les següents llengües:
- Ocaina (okaina) Departament de Loreto, el Perú; Amazones, Colòmbia
- Witoto
  - Nipode (nüpode, nüpode witoto) Perú
  - Meneca-murui
    - Meneca (meneka, witoto muinane, minica witoto, mɨnɨca) Amazones, Colòmbia; Perú 2.500 parlants (1997)[1]
    - Murui (bue, mɨca, witoto murui) Perú; Putumayo i Amazones, Colombia 2.000-2.800 (1997)[1]
- Nonuya (nonuña, nyonuhu, achiote, achote) Amazonas, Colòmbia; Departament de Loreto, Perú ?? (†)
- Andoquero (andokero) Amazones, Colombia llengua morta ?? (†)
- Coeruna (koeruna) Amazones, Brasil ?? (†)
- Coixoma (koihoma, koto, coto, orejón) Departament de Loreto, Perú ?? (†)
- Hairúya (†)[2]

(†) = llengua morta

### Comparació lèxica
La següent llista compara els numerals en cinc llengües witoto;
| GLOSSA | Ocaina       | Nipode          | Meneca           | Murui                 | Faai             | PROTO- WITOTO   |
| ------ | ------------ | --------------- | ---------------- | --------------------- | ---------------- | --------------- |
| 1      | tʲa-         | da              | da               | dahe                  | dahé             | *tʲa            |
| 2      | hanaa        | ména            | ména             | mena                  | mänahé           | *məna           |
| 3      | hanããm       | da ámani        | da ámani         | dahe amani            | dahé amani       | *tʲa a-məni     |
| 4      | nahĩ ʔxanó   | pigo-ména-ri.e  | ɸígo-ména-rie    | naga amaga            | nagamaga         | ?               |
| 5      | tʲa-ɸííɸoroʔ | hu-bé-ba        | hu-bé-kuiro      | dabecuìro             | dabekuiro        | *tʲa-be-kwiro   |
| 6      | anííra ɸátí  | ené-pebamo dá   | ené-ɸethimo da   | enefebe-llimo dacaì   | énémé dahé       | *ani be-[?] tʲa |
| 7      | [6] hanáámaʔ | ené-pebamo ména | ené-ɸethimo ména | enefebe-llimo menacaì | motöi kaima dahé | *ani be-[?] [2] |
| 8      | atʲora biñiʔ |                 |                  |                       | higaikai dahé    | ?               |
| 9      |              |                 |                  |                       | nagaa- häbäkuiro | ?               |
| 10     | hanãʔ ɸátí   |                 |                  |                       | aiyoäna          | ?               |